# Петер Нойбауер
Петер Бела Нойбауер (на немски: Peter Bela Neubauer) австрийски детски психиатър и психоаналитик.
Работи като клиничен професор в Университета в Ню Йорк. Става президент на Асоциацията за детска психоанализа и главен секретар на Международната асоциация за детска психиатрия и приложни професии. Той е и в борда на Архивите на Зигмунд Фройд и член на Нюйоркския психоаналитичен институт. Между 1951 и 1985 г. е директор на центъра за детско развитие в Манхатън.

## Биография
Неговото семейство е едно от малкото еврейски в Кремс, където той се ражда на 5 юли 1913 г. Нойбауер получава медицинското си обучение във Виенския университет и Университета в Берн, където избягва по време на нацисткия контрол над Австрия. Завършва психиатричното си обучение в Берн през 1941 г. и емигрира в САЩ, където започва работа в болницата Белвю.
В своя ранна известна публикация „Детето с един родител и неговото едипово развитие“ („The One-Parent Child and His Oedipal Development“) от 1960, Нойбауер напомня на читателите, че липсата на баща може да наруши детското развитие толкова сериозно, колкото и лишаването от майката.
Работи с Ана Фройд в детската терапевтична клиника Хампстед в Лондон и от 70-те години до смъртта си Нойбауер е съредактор на „Психоаналитично изследване на детето“, годишен журнал за новите открития в детската терапия и анализа публикуван в Йейл. 
Нойбауер умира на 15 февруари 2008 година в Ню Йорк, САЩ, на 94-годишна възраст.